# パトローラー (護衛空母)
| 画像をアップロード |                                              |
| 艦歴               |                                              |
| 発注               |                                              |
| 起工               | 1942年11月27日                               |
| 進水               | 1943年5月6日                                 |
| 就役               | 1943年10月22日                               |
| 退役               | 1947年2月7日                                 |
| 除籍               |                                              |
| その後             | 1974年にスクラップとして売却                 |
| 性能諸元           |                                              |
| 排水量             | 9,800トン                                    |
| 全長               | 495.66 ft (151.1 m)                          |
| 全幅               | 69.5 ft (21.2 m)                             |
| 吃水               | 26 ft (7.9 m)                                |
| 機関               |                                              |
| 最大速             | 18 ノット                                    |
| 航続距離           |                                              |
| 乗員               | 士官、兵員890名                              |
| 兵装               | 5インチ砲2門、連装40mm機銃16基、20mm機銃27基 |
| 搭載機             | 28                                           |

キウィノー (USS Keweenaw, AVG/ACV/CVE-44) は、アメリカ海軍の護衛空母。ボーグ級航空母艦の1隻。

## 艦歴
キウィノーは海事委任契約の下ワシントン州タコマのシアトル・タコマ造船所で1942年11月27日に起工する。1943年5月6日にR・G・リズリー夫人によって進水し、1943年7月15日に CVE-44（護衛空母）に艦種変更される。1943年10月22日にレンドリース法に基づきイギリス海軍へ引き渡され、パトローラー (HMS Patroller, D07) の艦名でイギリス海軍で就役する
パトローラーは第二次世界大戦では大西洋での船団護衛任務および巡回偵察任務に従事し、また陸軍及び海軍の航空機輸送任務にも従事した。戦争が終了すると1946年12月9日にバージニア州ノーフォークに帰還し、アメリカ海軍へ返還された。1947年2月7日に除籍され、8月26日にウォーターマン・スチームシップ社に売却、Almkerk に改名、後に Pacific Reliance と改名された。その後1974年に台湾でスクラップとして廃棄された。